# Emir
Emir je moško osebno ime.

## Izvor imena
Ime Emir je muslimansko moško ime, ki bi k nam lahko prišlo tudi kot različica moškega osebnega imena Zoltan.
Emir (iz arabščine أمير, DMG amīr, kot admiral amara, 'ukaz', prek turškega emir) pomeni 'ukaz', 'poveljnik', 'vladar', 'princ', 'plemenski princ' ali 'guverner'.
V zgodnjih islamskih časih je emir poveljeval četi muslimanskih vojakov; po osvajanjih je zasedel mesto tamkajšnjega guvernerja. Z naraščajočo močjo so nekateri emirji kasneje vladali bolj ali manj suvereno (emirat), večinoma pa so si prizadevali za priznanje kalifa.

## Pogostost imena
Po podatkih Statističnega urada Republike Slovenije je bilo na dan 31. decembra 2007 v Sloveniji število moških oseb z imenom Emir: 472.